# Gummfluh
El Gummfluh es una montaña de los Alpes de Berna occidental, situada en la frontera entre las esquinas suizas de Vaud y Berna. Es la cima más alta de la cadena de montañas al lado sur del Pays de Enhaut y se encuentra aproximadamente a medio camino entre Château de Oex y Gstaad. Las vertientes norte forman parte de la gran reserva natural de la Pierreuse.
Es una cima de los Prealpes de Vaudois unido a los Alpes Berneses que culmina a 2457 mètres sobre el nivel del mar. Es el punto más alto de la sierra situada al sur del Pays-d'Enhaut. La cima se encuentra en la frontera entre la esquina de Vaud y la esquina de Berna. Su cara norte es muy escarpada con un macizo constituido esencialmente por rocas calcáreas.
A los pies del Gummfluh se encuentra la reserva natural de Pierreuse donde viven muchos cabras cabras y rebecos . El nombre de la montaña vendría de Gumm (el "valle") y fluh (el "pico").